# سين لي مو
سين لي مو (1934-1988) (بالإنجليزية: Sin Li Mo)‏ هو عالم نبات صيني.